# (74321) 1998 UT21
(74321) 1998 UT21 – planetoida z pasa głównego asteroid okrążająca Słońce w ciągu 4,6 lat w średniej odległości 2,76 j.a. Odkryta 28 października 1998 roku.